# Cléry-le-Petit
Pour les articles homonymes, voir Cléry.
Cléry-le-Petit est une commune française située dans le département de la Meuse, en région Grand Est.

## Géographie

### Localisation
Cléry-le-Petit est située à l'endroit où la vallée de l'Andon rejoint la vallée de la Meuse. Le fleuve délimite l'est de la commune.

### Communes limitrophes
- Doulcon au nord ;
- Dun-sur-Meuse au nord-est ;
- Liny-devant-Dun au sud-est ;
- Brieulles-sur-Meuse au sud ;
- Cléry-le-Grand à l'ouest.

| Doulcon        | Doulcon        | Dun-sur-Meuse   |
| Doulcon        | Cléry-le-Petit | Liny-devant-Dun |
| Cléry-le-Grand | Cléry-le-Grand | Liny-devant-Dun |

### Hydrographie
La commune est dans le bassin versant de la Meuse au sein du bassin Rhin-Meuse. Elle est drainée par la Meuse, le canal de l'Est Branche-Nord, le ruisseau l'Andon (Bras-Nord), le ruisseau la Tranchée, le ruisseau de Norentes et la Dérivation du Lac Vert,.
La Meuse, d'une longueur de 486 km dans sa partie française, est un fleuve européen qui prend sa source en France, dans la commune du Châtelet-sur-Meuse, à 409 mètres d'altitude, et se jette dans la mer du Nord après un cours long d'approximativement 950 kilomètres traversant la France, la Belgique et les Pays-Bas. 
Le canal de l'Est Branche-Nord, d'une longueur de 141 km, est un chenal et un cours d'eau naturel navigable qui relie Givet à Troussey, où il rejoint le canal de la Marne au Rhin. 
L'Andon (Bras-Nord), d'une longueur de 24 km, prend sa source dans la commune de Montfaucon-d'Argonne et se jette  dans la Meuse à Doulcon, après avoir traversé onze communes. 

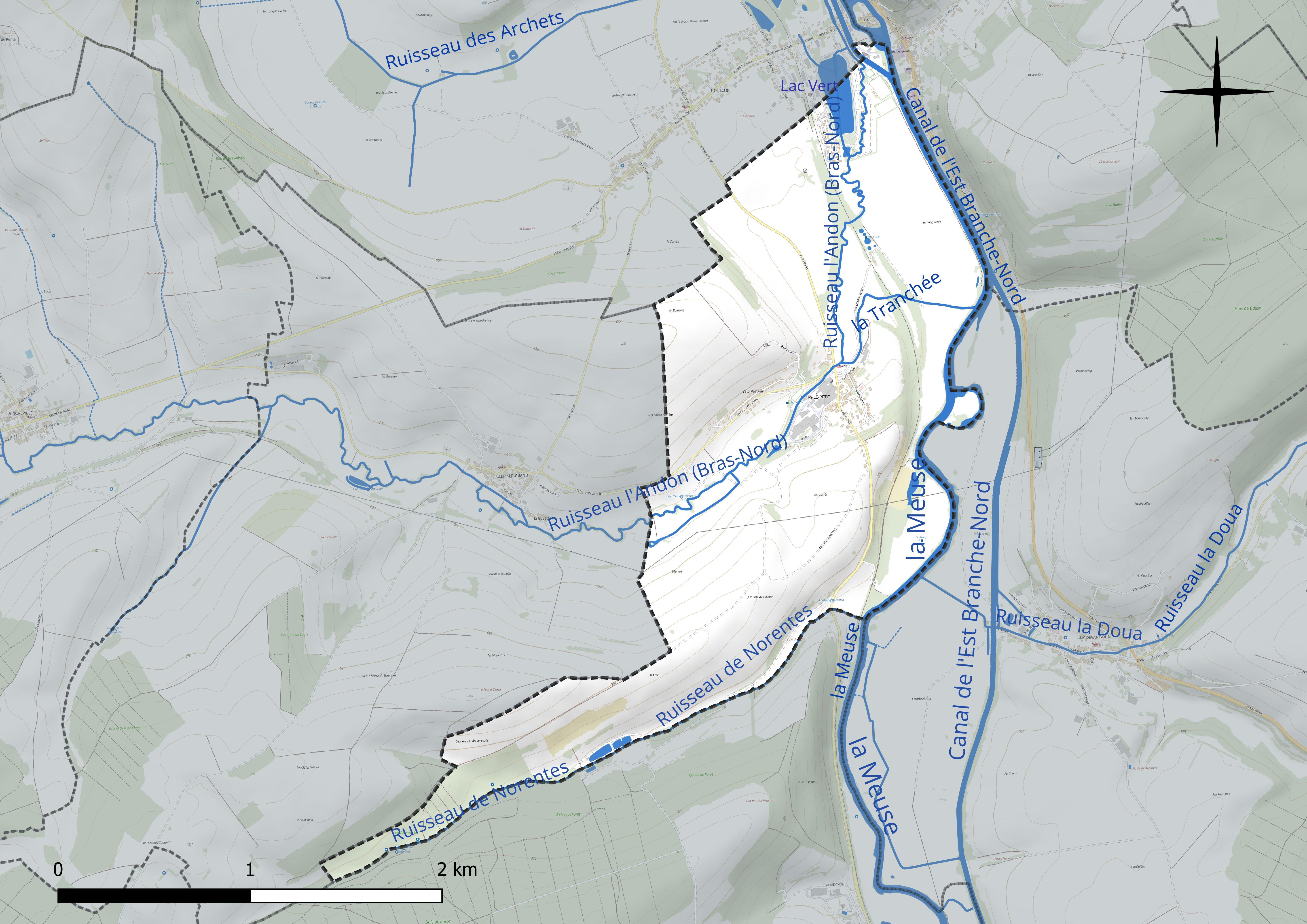
Réseau hydrographique de Cléry-le-Petit.

Un plan d'eau complète le réseau hydrographique : le lac Vert, d'une superficie totale de 5,1 ha (2,9 ha sur la commune),.

### Climat
Pour des articles plus généraux, voir Climat du Grand Est et Climat de la Meuse.
En 2010, le climat de la commune est de type climat de montagne, selon une étude du Centre national de la recherche scientifique s'appuyant sur une série de données couvrant la période 1971-2000. En 2020, Météo-France publie une typologie des climats de la France métropolitaine dans laquelle la commune est exposée à un climat océanique altéré et est dans la région climatique  Lorraine, plateau de Langres, Morvan, caractérisée par un hiver rude (1,5 °C), des vents modérés et des brouillards fréquents en automne et hiver. 
Pour la période 1971-2000, la température annuelle moyenne est de 10 °C, avec une amplitude thermique annuelle de 15,9 °C. Le cumul annuel moyen de précipitations est de 945 mm, avec 14 jours de précipitations en janvier et 9,4 jours en juillet. Pour la période 1991-2020, la température moyenne annuelle observée sur la station météorologique de Météo-France la plus proche, « Septsarges », sur la commune de Septsarges à 10 km à vol d'oiseau, est de 10,3 °C et le cumul annuel moyen de précipitations est de 942,8 mm. 
La température maximale relevée sur cette station est de 39,9 °C, atteinte le 25 juillet 2019 ; la température minimale est de −15,7 °C, atteinte le 1er janvier 1997,,. 
Les paramètres climatiques de la commune ont été estimés pour le milieu du siècle (2041-2070) selon différents scénarios d'émission de gaz à effet de serre à partir des nouvelles projections climatiques de référence DRIAS-2020. Ils sont consultables sur un site dédié publié par Météo-France en novembre 2022.

## Urbanisme

### Typologie
Au 1er janvier 2024, Cléry-le-Petit est catégorisée commune rurale à habitat dispersé, selon la nouvelle grille communale de densité à sept niveaux définie par l'Insee en 2022.
Elle est située hors unité urbaine et hors attraction des villes,.

### Occupation des sols
L'occupation des sols de la commune, telle qu'elle ressort de la base de données européenne d’occupation biophysique des sols Corine Land Cover (CLC), est marquée par l'importance des territoires agricoles (87,4 % en 2018), en diminution par rapport à 1990 (89 %). La répartition détaillée en 2018 est la suivante : 
terres arables (41,4 %), prairies (33,8 %), zones agricoles hétérogènes (12,2 %), zones urbanisées (7,5 %), forêts (5,1 %). L'évolution de l’occupation des sols de la commune et de ses infrastructures peut être observée sur les différentes représentations cartographiques du territoire : la carte de Cassini (XVIIIe siècle), la carte d'état-major (1820-1866) et les cartes ou photos aériennes de l'IGN pour la période actuelle (1950 à aujourd'hui).

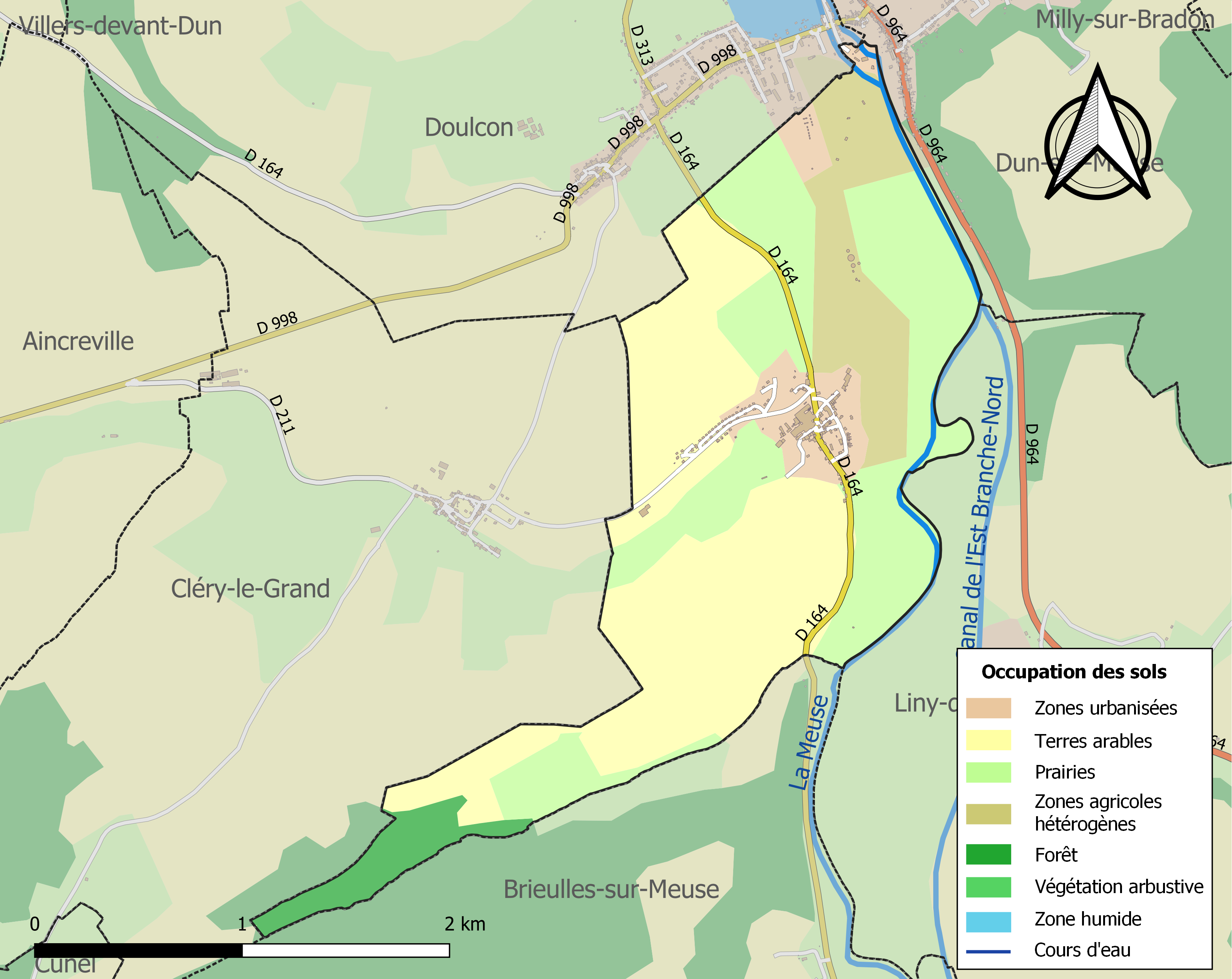
Carte des infrastructures et de l'occupation des sols de la commune en 2018 (CLC).

## Toponymie
Le nom de la localité est attesté sous les formes Clariacum (1179) ; Parvus Clarecus (1285) ; Petit-Clarey (1483) ; Petit-Clerey (1569) ; Petit-Clery (1656) ; Clareium-Parvum.

## Histoire
Église Saint Vincent du XIIe siècle. Église fortifiée.

## Politique et administration
| Période                                  | Période   | Identité          | Étiquette | Qualité    |
| ---------------------------------------- | --------- | ----------------- | --------- | ---------- |
| Les données manquantes sont à compléter. |           |                   |           |            |
| mars 2001                                | mars 2008 | Maryse Bantquin   |           |            |
| mars 2008                                | mai 2020  | Vincent Lelorrain |           |            |
| mai 2020                                 | En cours  | Pascal Humbert    |           | Technicien |

## Population et société

### Démographie

#### Évolution démographique
L'évolution du nombre d'habitants est connue à travers les recensements de la population effectués dans la commune depuis 1793. Pour les communes de moins de 10 000 habitants, une enquête de recensement portant sur toute la population est réalisée tous les cinq ans, les populations de référence des années intermédiaires étant quant à elles estimées par interpolation ou extrapolation. Pour la commune, le premier recensement exhaustif entrant dans le cadre du nouveau dispositif a été réalisé en 2004.

En 2022, la commune comptait 189 habitants, en évolution de +2,16 % par rapport à 2016 (Meuse : −4,4 %, France hors Mayotte : +2,11 %).
| 1793 | 1800 | 1806 | 1821 | 1831 | 1836 | 1841 | 1846 | 1851 |
| ---- | ---- | ---- | ---- | ---- | ---- | ---- | ---- | ---- |
| 152  | 165  | 181  | 179  | 186  | 182  | 163  | 173  | 180  |

| 1856 | 1861 | 1866 | 1872 | 1876 | 1881 | 1886 | 1891 | 1896 |
| ---- | ---- | ---- | ---- | ---- | ---- | ---- | ---- | ---- |
| 172  | 173  | 182  | 175  | 163  | 155  | 153  | 138  | 120  |

| 1901 | 1906 | 1911 | 1921 | 1926 | 1931 | 1936 | 1946 | 1954 |
| ---- | ---- | ---- | ---- | ---- | ---- | ---- | ---- | ---- |
| 111  | 112  | 118  | 134  | 111  | 119  | 131  | 102  | 105  |

| 1962 | 1968 | 1975 | 1982 | 1990 | 1999 | 2004 | 2006 | 2009 |
| ---- | ---- | ---- | ---- | ---- | ---- | ---- | ---- | ---- |
| 184  | 213  | 311  | 306  | 190  | 204  | 210  | 205  | 198  |

| 2014 | 2019 | 2022 | - | - | - | - | - | - |
| ---- | ---- | ---- | - | - | - | - | - | - |
| 189  | 190  | 189  | - | - | - | - | - | - |

#### Pyramide des âges
La population de la commune est relativement âgée.
En 2018, le taux de personnes d'un âge inférieur à 30 ans s'élève à 28,5 %, soit en dessous de la moyenne départementale (32,4 %). À l'inverse, le taux de personnes d'âge supérieur à 60 ans est de 33,1 % la même année, alors qu'il est de 29,6 % au niveau départemental.
En 2018, la commune comptait 97 hommes pour 91 femmes, soit un taux de 51,6 % d'hommes, largement supérieur au taux départemental (49,51 %).
Les pyramides des âges de la commune et du département s'établissent comme suit.
| Hommes | Classe d’âge | Femmes |
| ------ | ------------ | ------ |
| 0,0    | 90 ou +      | 1,1    |
| 15,3   | 75-89 ans    | 16,3   |
| 16,3   | 60-74 ans    | 17,4   |
| 20,4   | 45-59 ans    | 21,7   |
| 19,4   | 30-44 ans    | 15,2   |
| 10,2   | 15-29 ans    | 12,0   |
| 18,4   | 0-14 ans     | 16,3   |

| Hommes | Classe d’âge | Femmes |
| ------ | ------------ | ------ |
| 0,8    | 90 ou +      | 2,2    |
| 7,6    | 75-89 ans    | 11     |
| 20,2   | 60-74 ans    | 20,5   |
| 20,6   | 45-59 ans    | 20     |
| 17,4   | 30-44 ans    | 16,8   |
| 16,7   | 15-29 ans    | 13,6   |
| 16,8   | 0-14 ans     | 15,8   |

## Économie

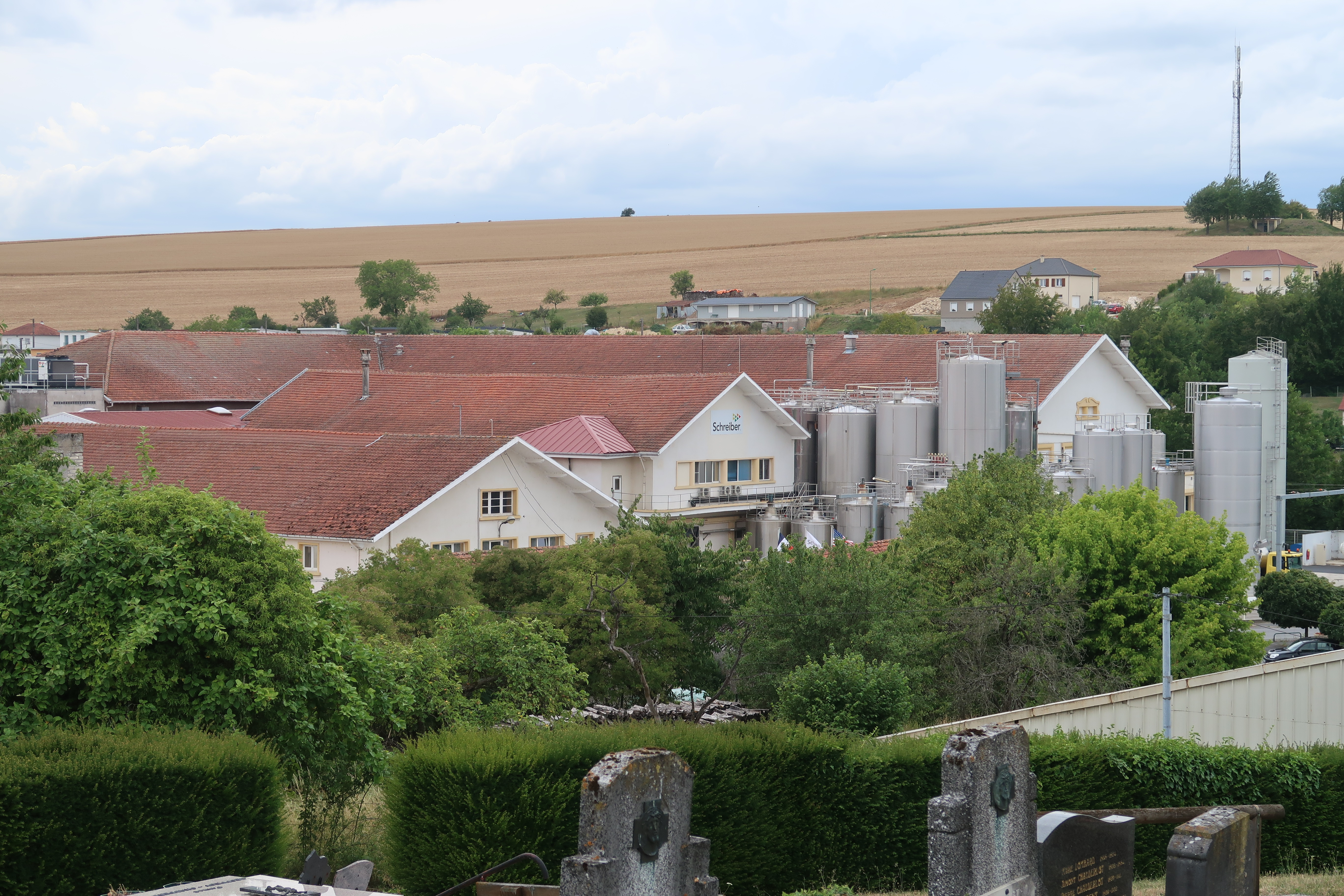
Fromagerie Schreiber

Depuis les années 1920, le village possède une fromagerie produisant notamment le Cousteron. Acquise par le groupe Bel en 1949, elle est cédée en juillet 2017 au groupe américain Schreiber qui envisage de diversifier la production. C'est la plus importante industrie du canton[réf. souhaitée]. 
C'est à Cléry-le-Petit que sont produits les fromages de l'abbaye de Maredsous (sauf les fromages fondus, fabriqués en Slovaquie).
Dans son roman L'Or blanc des pâturages achevé en octobre 2004, Henriette Bernier raconte la naissance et le développement de la fromagerie de Cléry-le-Petit, de 1921 à 2001, ainsi que l'évolution de l'élevage laitier.

## Culture locale et patrimoine

### Lieux et monuments
- L'église Saint-Vincent du XIIe siècle, est une église fortifiée. Tour à toit à bâtière servant de clocher, elle appartenait à un château féodal détruit pendant la guerre de trente ans.

### Héraldique, logotype et devise
| Blason de Cléry-le-Petit | Blason  | De gueules à la grappe de raisin d’or; mantelé renversé, crénelé et cousu d'azur, chargé d'une cruche à lait d'argent, accompagnée aux flancs de deux étoiles du même. |
| Blason de Cléry-le-Petit | Détails | Création Robert André Louis et Dominique Lacorde. Adopté le 24 février 2020.                                                                                           |